# براد نيكسون
براد نيكسون هو محامي وسياسي كندي، ولد في 28 يونيو 1949 في تورونتو في كندا. حزبياً، نشط في الحزب الليبرالي في أونتاريو ‏. وقد انتخب عضو برلمان مقاطعة أونتاريو.